# Pterygiopsis concordatula
Pterygiopsis concordatula är en lavart som först beskrevs av William Nylander och fick sitt nu gällande namn av Per Magnus Jørgensen. 
Pterygiopsis concordatula ingår i släktet Pterygiopsis och familjen Lichinaceae. Arten är reproducerande i Sverige.